# Onze-Lieve-Vrouwekerk (Beigem)
De Onze-Lieve-Vrouwekerk is de parochiekerk van Beigem.
De huidige kerk werd in natuursteen in 1924-1925 heropgebouwd nadat de oorspronkelijke eenbeukige kerk in 1914 afbrandde. Bij deze brand bleef enkel de westertoren uit 1653 gespaard. De kerk bij de wederopbouw gebouwd als een driebeukig bedehuis met transept, koor en de oude westertoren. De moderne glasramen van 1948 zijn creaties van Lou Asperslag. Aan de koorzijde vindt men arduinen grafstenen terug uit de 17e tot 19e eeuw.
Tijdens de Eerste Wereldoorlog werden er vier schilderen (De Geseling, Ecce Homo, de Kruisiging en de Verrijzenis) gestolen die toegeschreven worden aan een onbekende Vlaamse Primitief (de 'Meester van het Beigemse Altaarstuk'). De vier werken maken deel uit van een reeks van zes schilderijen, waarvan er een in een museum in Philadelphia en een in het museum van Dijon hangt. In 2014 loofde het gemeentebestuur 400.000 euro uit aan diegene die de vier schilderijen in goede staat kan terugbezorgen.